# Heathkit H-89
Heathkit H-89 i Zenith Data System H-89 ime je za 8-bitno računalo koje je proizvodila američka tvrtka Heathkit, i izašlo je na tržište 1979 i proizvodilo se sve do 1983. godine. Heathkit H-89 prodavao se u kit formi, dok se Zenith Data System H-89 prodavao potpuno sastavljen. 

## Tehnička svojstva
- Mikroprocesor: Zilog Z80
- Takt: 2.048Mhz (mnogi korisnici su promijenili kristal na 4.096Mhz)
- RAM: 16Kb proširivo do 64Kb
- ROM: ??
- Sabrinica: S-100
- Znakovni mod: 80 x 24 s ugrađenim zelenim zaslonom
- Grafički mod: nema
- Zvuk: ugrađeni zvučnik
- Sekundarna memorija: ugrađena 5 1/4" disketna jedninica (90Kb)
- Ulazno izlazne jedinice:
  - 2 x serijska RS-232, maksimum 6
  - 1 x paralelni Centronics
  - 1 x IEEE 488
- Operacijski sustav
  - HDOS, CP/M, MP/M